# 프란체스코 코코
프란체스코 코코(이탈리아어: Francesco Coco, 1977년 1월 8일 ~ )는 이탈리아의 은퇴한 축구 선수로, 포지션은 왼쪽 풀백이었다.

## 클럽 경력
1993년~1995년까지 AC 밀란 유스팀에서 활동한 후 1995년에 AC 밀란에서 프로 데뷔했다. 당시 AC 밀란의 부동의 주전 레프트백은 바로 파올로 말디니였는데 코코는 일찌감치 말디니의 후계자로 큰 주목을 받았던 선수였다. 그러나 그가 유망주였던 시절에 말디니 역시 건재했기 때문에 말디니의 그늘에 가려 주전을 잡지 못했고 군소구단인 비첸차 칼초나 토리노 FC 등으로 임대 생활을 했고 2001년엔 스페인의 프리메라리가로 건너가 FC 바르셀로나에서 임대 선수 생활을 하기도 했다. 그런데다 부상도 매우 잦았기 때문에 점점 말디니의 후계자에서 멀어져 갔다. 2002년에 바르셀로나에서의 임대 선수 생활이 끝난 후 그는 클라렌스 세도르프와 맞교환 형식으로 라이벌 구단이었던 인터밀란으로 전격 이적을 했고 그곳에서 5년 동안 활약했다. 그러나 잦은 부상 때문에 출전 횟수는 그리 많지 않았고 또 다시 임대 생활을 전전했다. 마지막으로 임대를 간 토리노 FC에서 선수생활을 마감했다. 아이러니한 것은 코코가 말디니의 후계자란 평을 받았음에도 불구하고 정작 말디니는 2009년까지 현역으로 뛰었고 오히려 코코가 말디니보다 더 빠른 2007년에 현역에서 은퇴했다는 것이다. 잦은 부상으로 인한 기량 저하와 파올로 말디니의 그늘에 가려 성장을 못한 게 너무나도 컸다.

## 국가대표팀 경력
코코의 국가대표팀 경력은 그리 많지는 않다. 지오반니 트라파토니 감독에 의해 처음으로 아주리 군단의 일원이 되었고 2002년 FIFA 월드컵에 출전하게 되었다. 당시 이탈리아는 북중미의 강호 멕시코, 지난 대회에서 첫 출전임에도 불구하고 3위를 차지하는 돌풍을 일으킨 크로아티아 그리고 남미의 신규 출전국 에콰도르와 함께 G조에 속했다. 이탈리아는 1차전 에콰도르와의 경기에서 크리스티안 비에리가 2골을 뽑아내는 원맨쇼 덕분에 2 : 0으로 손쉽게 승리를 차지하며 순조로운 출발을 했다. 그러나 2차전 크로아티아와의 경기에서 후반 10분에 크리스티안 비에리가 선제골을 넣었음에도 불구하고 후반 28분에 이비차 올리치, 후반 31분에 밀란 라파이치에게 잇달아 실점하며 1 : 2 역전패를 당해 순식간에 조별리그 탈락 위기에 몰리고 말았다. 2차전까지 G조의 판세는 크로아티아와 에콰도르를 각각 1 : 0, 2 : 1로 이긴 멕시코가 2승으로 조 1위를 차지하고 있었고 이탈리아와 크로아티아가 각각 1승 1패로 동률이었으나 골 득실에서 이탈리아가 +1, 크로아티아가 0이었으므로 이탈리아가 가까스로 2위, 크로아티아가 3위를 차지하고 있었으며 2패를 기록한 에콰도르가 4위를 차지하고 있었다. 그러므로 2승을 차지한 멕시코도 아직 16강 진출을 확정짓지 못했고 또 2패를 기록한 에콰도르 역시 아직 탈락이 확정되지 않은 것이다. 이탈리아는 16강에 가려면 반드시 멕시코를 이겨야 하고 비길 경우엔 에콰도르가 크로아티아를 이기거나 최소한 무승부라도 해주어야 한다. 패배할 경우엔 에콰도르가 크로아티아를 이겨주어야하고 3팀 간 골 득실을 비교해야 한다.
그러나 이탈리아는 3차전에서 전반 34분, 멕시코의 하레드 보르헤티에게 선제골을 허용하며 어려운 출발을 했다. 같은 시각 요코하마에서 열린 에콰도르와 크로아티아의 경기는 0 : 0으로 비기고 있었다. 만일 이대로 경기가 끝난다면 멕시코가 3승으로 조 1위를 차지하고 1승 1무 1패인 크로아티아가 2위, 이탈리아는 1승 2패로 3위가 되어 조별리그에서 탈락하게 된다. 이탈리아로서는 절체절명의 위기에 몰리게 되었다. 그리고 후반전이 되었다. 후반 3분 만에 요코하마에서 희소식이 들려왔다. 에콰도르의 에디손 멘데스가 선제골을 터뜨렸다는 것이다. G조의 실시간 순위는 3승인 멕시코가 1위이고 나머지 3팀이 모두 1승 2패로 동률이 되는데 이탈리아는 골 득실이 0, 크로아티아는 -1, 에콰도르는 -2이므로 골 득실에서 앞선 이탈리아가 조 2위로 16강 진출에 성공하게 된다. 코코는 이전 2경기에선 벤치에서 대기했으나 후반 18분에 크리스티안 파누치와 교체되어 처음으로 월드컵 무대를 밟게 되었다. 에콰도르의 선전에 힘을 낸 이탈리아는 마침내 후반 40분에 알레산드로 델 피에로가 극적인 동점골을 뽑아내며 한숨을 돌릴 수 있게 되었다. 그리하여 멕시코와 1 : 1로 비긴 이탈리아는 1승 1무 1패로 조 2위를 차지해 16강 진출에 성공했다.
16강 진출에 성공한 이탈리아는 일본에서 한국으로 이동해 대전월드컵경기장에서 개최국 대한민국과 경기를 치르게 되었다. 그런데 이탈리아의 주전 센터백 파비오 칸나바로가 경고 누적으로 경기를 뛸 수 없게 되었고 또 알레산드로 네스타 역시 부상으로 경기를 뛸 수 없게 되었다. 그리하여 지오반니 트라파토니 감독은 후보 센터백인 마르코 율리아노를 선발 출전시키고 노련한 레프트백 파올로 말디니를 중앙으로 옮겨 칸나바로의 공백을 메우려고 했다. 말디니가 중앙으로 간 덕분에 레프트백 자리가 비게 되었고 그리하여 후보 레프트백이었던 코코는 처음으로 월드컵 선발 출전 기회를 잡게 되었다. 하지만 이 경기에서 코코는 매우 미숙한 모습을 보였다. 전반 4분 만에 송종국에게 거친 태클을 범해 경고를 받으며 팀의 경기를 어렵게 끌고 갔다. 그리하여 프리킥을 내주었고 프리킥을 차는 도중에 라이트백 크리스티안 파누치가 설기현의 유니폼을 잡아 끌며 넘어뜨리는 파울을 범해 페널티킥을 내주었다. 다행히도 안정환이 찬 페널티킥을 잔루이지 부폰 골키퍼가 잘 막아내며 위기에서 구했고 전반 18분, 프란체스코 토티의 코너킥을 크리스티안 비에리가 최진철의 마크를 이겨내고 기어이 성공시키며 1 : 0으로 앞서갔다. 전반 42분에 코코는 한국의 코너킥 찬스에서 같이 수비에 가담했던 팀 동료 다미아노 톰마시가 휘두른 팔꿈치에 왼쪽 눈두덩이를 맞아 출혈이 났고 경기가 끝날 때까지 양파망 붕대를 하고 뛰어야 했다.
이탈리아는 특유의 카테나치오로 단단이 걸어 잠그며 한국의 파상공세를 잘 막아냈으나 시간이 갈수록 체력 저하로 점점 집중력이 떨어지기 시작했고 한국의 거스 히딩크 감독은 공격수만 5명을 투입하는 도박을 감행해 계속해서 이탈리아의 굳게 닫힌 빗장을 두들겼다. 끝내 후반 43분, 황선홍의 짧은 크로스를 이탈리아의 라이트백 크리스티안 파누치가 미숙한 볼 처리로 흘려버렸고 이 볼을 설기현이 놓치지 않고 그대로 왼발 슛을 날려 동점골을 뽑아냈다. 막판 몇 분을 버티지 못한 이탈리아는 결국 1 : 1로 비기며 승리를 놓쳤고 승부는 연장전으로 이어졌다. 일진일퇴의 공방전을 벌이던 두 팀의 판세가 기울기 시작한 것은 연장 전반 13분이었다. 한국 문전으로 쇄도하던 프란체스코 토티가 송종국과의 볼 경합 도중에 페널티킥을 유도할 목적으로 다이빙 동작을 시도한 것이 비론 모레노 주심에게 적발되었고 경고를 받았다. 그런데 토티는 이미 전반전에 김남일에게 범한 파울로 인해 경고를 받은 상태였으므로 결국 경고 누적으로 퇴장을 당해 10명이 뛰는 수적 열세를 안게 되었다. 결국 수적 열세를 이기지 못한 이탈리아는 연장 후반 12분, 안정환에게 골든골을 허용하며 1 : 2 역전패를 당했다. 코코의 처음이자 마지막 월드컵도 이렇게 막을 내렸다.

## 은퇴 이후
현역 시절에도 코코는 연예계 진출에 상당히 욕심을 나타냈는데 현역 은퇴한 이후 그는 여러 팀에서 오퍼를 받았음에도 불구하고 과감히 축구계를 떠나 연예계에 진출했다. 현재 그는 이탈리아에서 연예인 및 모델로 활동 중이며 의류브랜드 Urban 77의 CEO로 활동하고 있다. 젊은 시절에도 미남이어서 소녀팬들이 매우 많았었는데 40대가 된 지금 역시 미중년의 외모를 자랑하고 있다.